# Geordie (Band)
Geordie war eine britische Rockband, die von 1972 bis 1983 existierte. Der spätere AC/DC-Sänger Brian Johnson begann seine Karriere bei der Band.

## Geschichte
Geordie wurde 1972 von dem Gitarristen Vic Malcolm gegründet. Seine Bandkollegen waren der Schlagzeuger Brian Gibson, der Bassist Tom Hill und der Sänger Brian Johnson. Zuerst hießen sie „USA“, dann benannten sie sich nach einem umgangssprachlichen Ausdruck für ihre nordenglische Heimat rund um Newcastle upon Tyne.
Im Dezember 1972 kam ihre erste Single Don’t do that auf Platz 32 der englischen Hitparade, im März 1973 landeten sie mit All Because of You ihren einzigen Top-10-Hit in England (Platz 6); in Deutschland landete der Song auf Platz 11. Die Nachfolgesingles Can You Do It (Platz 13 in England), Electric Lady (Platz 32) und Black Cat Woman hatten immer weniger Erfolg, in Deutschland noch eher als in ihrer Heimat. Allerdings kamen sie auch dort nicht mehr in die Top 20. 1976 verließ Johnson die Gruppe. Das 1978 veröffentlichte Album No Good Woman enthält die letzten Aufnahmen mit Johnson und neue Aufnahmen mit Dave Ditchburn als Sänger.
1983 wurde mit dem neuen Sänger Terry Schlesser das letzte Album No Sweat veröffentlicht. Da ihnen auch diesmal kein Durchbruch gelang, kam 1983 das endgültige Ende für die Band.
Geordie spielten Rockmusik, ähnlich der ihrer bekannteren Landsleute Slade und Mud.

## Diskografie

### Studioalben
- 1973: Hope You Like It
- 1974: Don’t Be Fooled by the Name
- 1976: Save the World
- 1978: No Good Woman
- 1983: No Sweat

### Kompilationen
- 1974: Geordie – Masters of Rock
- 1982: Strange Man
- 1989: Keep on Rocking
- 1992: Rocking with the Boys
- 1997: The Very Best of Geordie
- 1998: The Best of Geordie
- 1999: Can You Do It?
- 2001: The Singles Collection
- 2005: Unreleased Tapes
- 2009: Keep on Rockin’ – The Very Best Of
- 2012: Greatest Hits

### Singles
| Jahr | Titel Album                                      | Höchstplatzierung, Gesamtwochen, AuszeichnungChartplatzierungen (Jahr, Titel, Album, Platzierungen, Wochen, Auszeichnungen, Anmerkungen) | Höchstplatzierung, Gesamtwochen, AuszeichnungChartplatzierungen (Jahr, Titel, Album, Platzierungen, Wochen, Auszeichnungen, Anmerkungen) | Anmerkungen                              |
| Jahr | Titel Album                                      | DE | UK | Anmerkungen                              |
| ---- | ------------------------------------------------ | --- | --- | ---------------------------------------- |
| 1972 | Don’t Do That Hope You Like It                   | — | UK32 (7 Wo.)UK | Erstveröffentlichung: 29. September 1972 |
| 1973 | All Because of You Hope You Like It              | DE30 (5 Wo.)DE | UK6 (13 Wo.)UK | Erstveröffentlichung: 9. Februar 1973    |
| 1973 | Can You Do It Hope You Like It (1990’ Version)   | DE22 (8 Wo.)DE | UK13 (9 Wo.)UK | Erstveröffentlichung: 1. Juni 1973       |
| 1973 | Electric Lady Hope You Like It (1990’ Version)   | DE32 (6 Wo.)DE | UK32 (6 Wo.)UK | Erstveröffentlichung: 10. August 1973    |
| 1973 | Black Cat Woman Hope You Like It (1990’ Version) | DE36 (3 Wo.)DE | — | Erstveröffentlichung: 23. November 1973  |

Weitere Singles
- 1974: She’s a Teaser
- 1974: Ride on Baby
- 1975: Goodbye Love
- 1980: Treat Her Like a Lady
- 1981: Don’t Do That
- 1982: Nutbush City Limits
- 2022: Red, White and Blue
- 2023: She’s My Sugar
- 2023: See You Now